# فنجاني زراعي
فنجاني زراعي (الاسم العلمي: Peziza campestris) هو نوع من الفطريات يتبع جنس الفنجاني من فصيلة الفنجانية.